# بريبين إيساكسون
بريبين إيساكسون (بالدنماركية: Preben Isaksson)‏ مواليد 22 يناير 1943 في كوبنهاغن - الوفاة 27 ديسمبر 2008 في الدنمارك، كان دراج دانمركي. سبق أن شارك في دورة الألعاب الأولمبية الصيفية وفاز بميدالية أولمبية.

## الميداليات
| الميدالية | المسابقة                       |
| --------- | ------------------------------ |
| برونزية   | الألعاب الأولمبية الصيفية 1964 |

## روابط خارجية
- بريبين إيساكسون على موقع أرشيف الدراجات (الإنجليزية)
- بريبين إيساكسون على موقع أوليمبيديا (الإنجليزية)